# Via del Corso

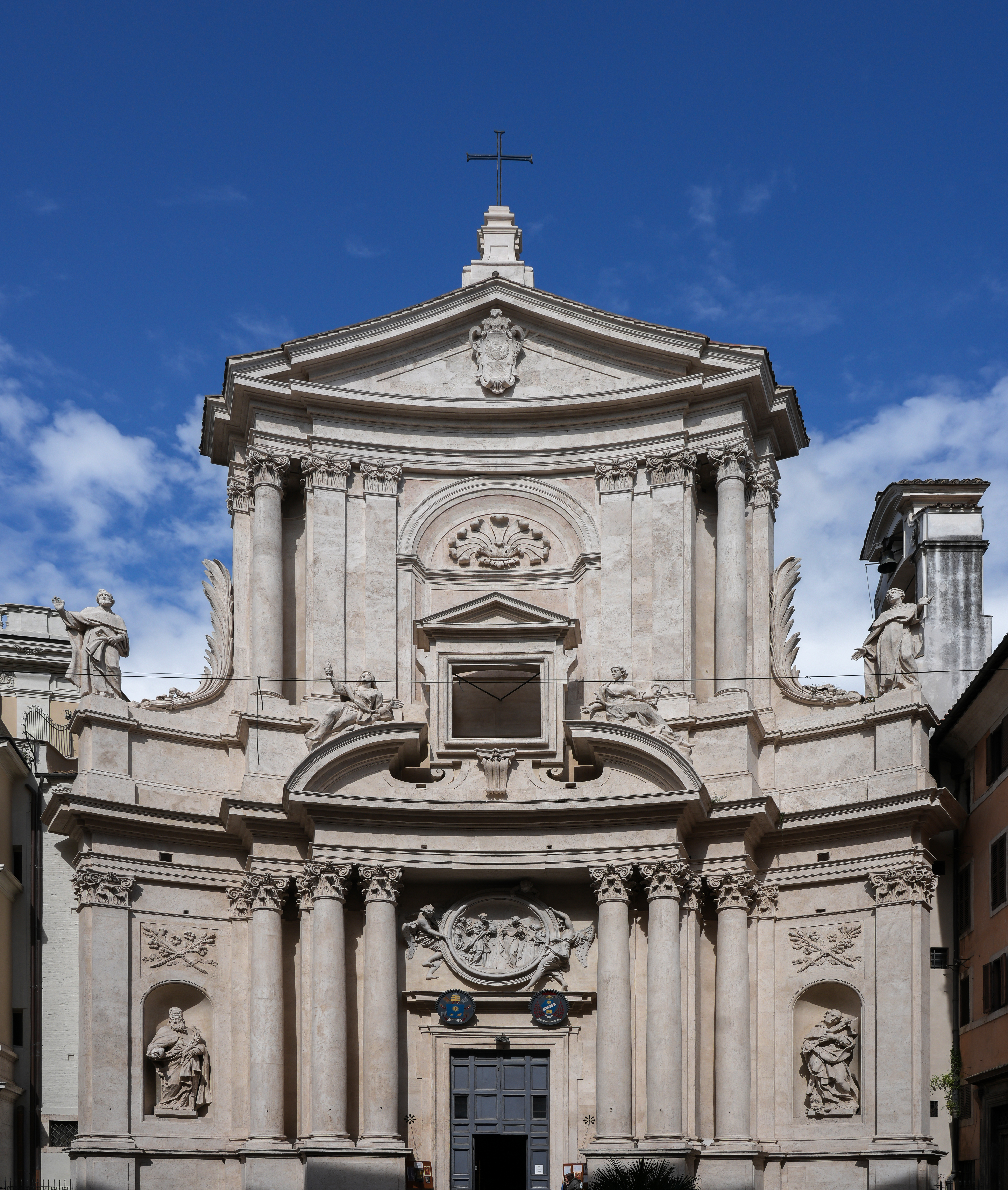
La iglesia de San Marcello al Corso.

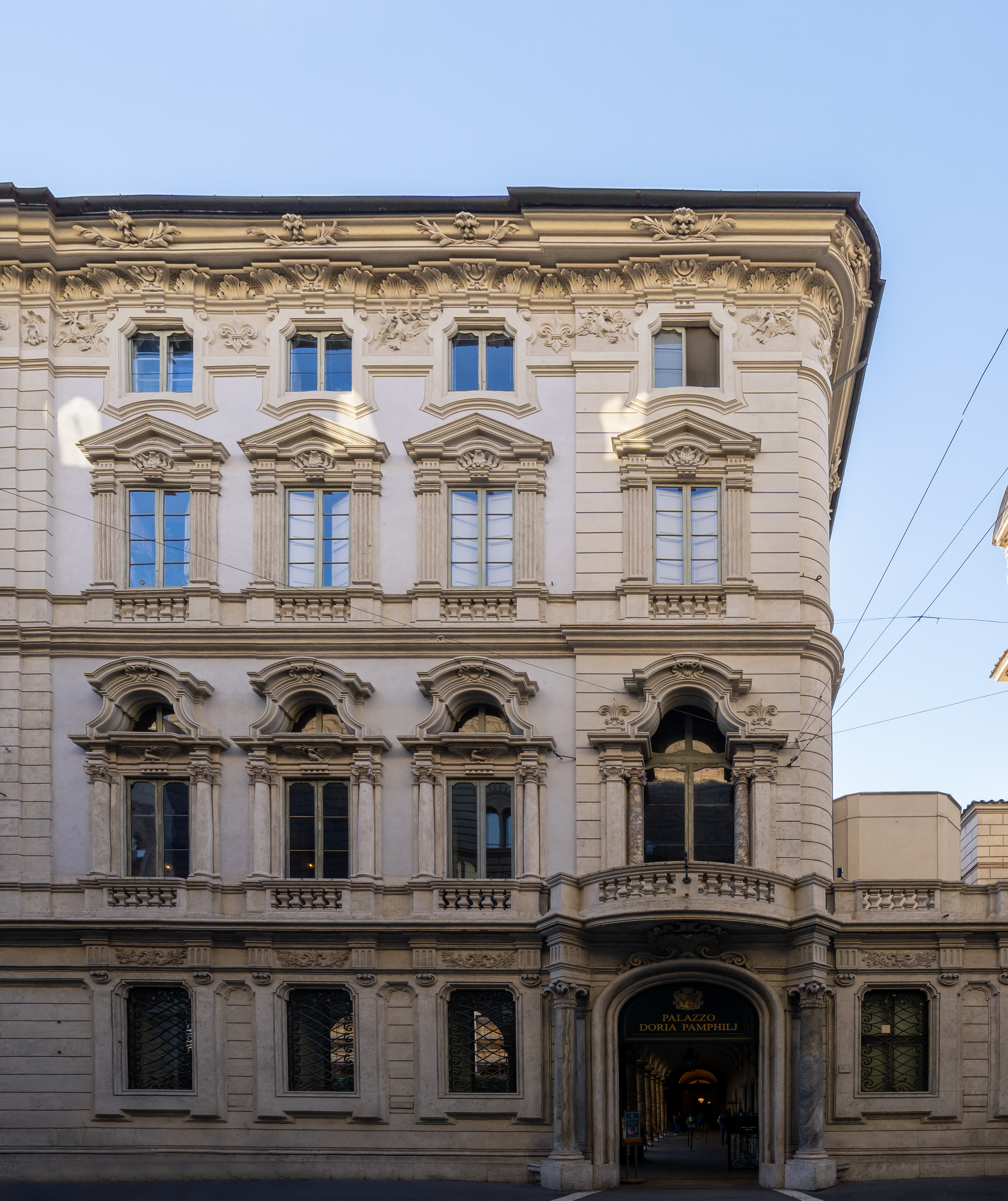
El Palazzo Doria Pamphili.

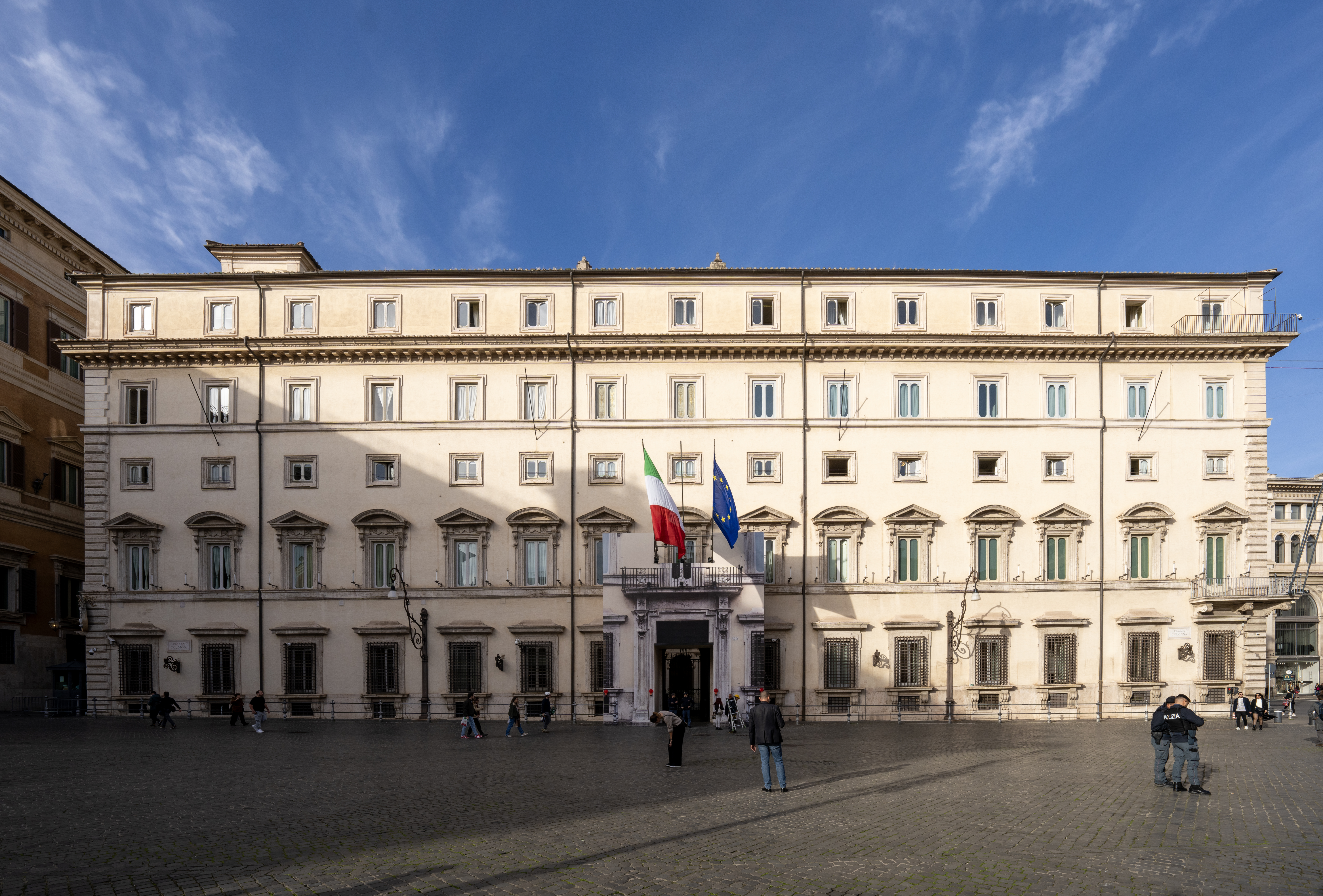
El Palazzo Chigi.

La Via del Corso, también llamada simplemente il Corso, es una importante calle del centro histórico de Roma, que une la Piazza Venezia con la Piazza del Popolo y tiene una longitud de unos 1,6 kilómetros. Es la arteria central del conjunto de tres calles conocido como Tridente.

## Historia
El trazado rectilíneo de la calle sigue el del antiguo tramo urbano de la Vía Flaminia, llamado en la antigüedad y en la Edad Media Via Lata.
En la Edad Media el trazado rectilíneo originario, sujeto a las inundaciones del Tíber a causa de su bajo nivel altimétrico, fue abandonado en favor de una calle situada a una altura más elevada. Según un estudio reciente, se trataría de la antigua Via Biberatica, que, a partir del Foro de Trajano, seguía el recorrido de las actuales Via delle Tre Cannelle, Via di Sant'Eufemia, Piazza dei Santi Apostoli, Via di San Marcello, Piazza dell'Oratorio, Via di Santa Maria in Via (tramo interrumpido actualmente por la Galleria Sciarra), Piazza San Claudio, Piazza San Silvestro y Via del Gambero, y confluía con la antigua Vía Flaminia a la altura de la iglesia de San Lorenzo in Lucina.
En 1467 el papa Paulo II ordenó rectificar el trazado de la calle reconduciéndolo sustancialmente al antiguo; además, trasladó aquí las carreras del carnaval, muy seguidas por los romanos, que se habían realizado hasta entonces en el Monte Testaccio. Involuntarios protagonistas de las carreras eran en primer lugar los judíos, obligados a correr entre las insultos, pero también era muy esperada la carrera de caballos (corsa dei barberi), llamados barberi (bereberes) porque provenían de Berbería (África septentrional). La carrera, que se realizó hasta 1883, cuando un incidente mortal provocó su abolición, se disputaba a lo largo del tramo comprendido entre el desaparecido Arco de Portugal (a la altura de la Via della Vite) hasta la Piazza Venezia, y dio origen al nombre de Via del Corso.
El nombre de la calle se cambió a Corso Umberto I tras el regicidio de Humberto I de Italia en 1900, en 1944 se convirtió en Corso del Popolo, y dos años después se recuperó el topónimo actual.

## Monumentos
En la Via del Corso se encuentran un gran número de palacios nobiliarios e iglesias. Empezando en la Piazza Venezia encontramos el Palazzo Bonaparte, o Misciattelli, del siglo XVII; el Palazzo Salviati, de estilo barroco; y el Palazzo Odescalchi, del siglo XIX. A continuación están el Palazzo Doria-Pamphilj, con la Galleria Doria Pamphilj, y el Palazzo Marignoli, hecho construir por el marqués Filippo Marignoli, Senador del Reino, después de 1878. Más adelante está la iglesia de San Marcello y el Palazzo Sciarra Colonna.
A lo largo de la calle se encuentra la Piazza Colonna, con la Galleria Alberto Sordi (antigua Galleria Colonna), edificada en lugar del Palazzo Piombino a principios del siglo XX, el Palazzo Chigi del siglo XVI, el Palazzo Ferrajoli y el Palazzo Wedekind. Posteriormente, a la altura de la Via del Tritone, está la iglesia de Santa Maria in Via.
Otro edificio de interés es el Palazzo Ruspoli, sede del Museo de la Fondazione Memmo; poco más adelante está el Largo Goldoni, donde vivió Carlo Goldoni, en el cruce con el largo eje rectilíneo formado por la Via dei Condotti y la Via della Fontanella Borghese: la primera calle conduce, entre tiendas de alta costura, a la Piazza di Spagna, mientras que la segunda termina en la Piazza Borghese, donde está el homónimo palacio.
La iglesia nacional de San Carlo al Corso, más adelante, tiene una gran cúpula realizada por Pietro da Cortona. A continuación encontramos otras dos iglesias, la de Jesús y María y la de San Giacomo in Augusta (siglo XVI), con el annesso ospedale del siglo XIV, cerrado en 2008. Poco después se encuentra el Palazzo Rondinini, sede del club de caballeros Nuovo circolo degli scacchi. En el número 18 está la casa de Goethe.
Al final de la Via del Corso se encuentran las dos iglesias de Santa Maria in Montesanto y Santa Maria dei Miracoli, que dan hacia la Piazza del Popolo, en cuyo centro está colocado el obelisco Flaminio. La Porta del Popolo, situada en el otro extremo de la plaza, constituye históricamente el acceso septentrional a la ciudad; en ella empieza la Via Flaminia. Junto a la puerta está la basílica de Santa María del Popolo.

## El Tridente
La Via del Corso es la calle central del Tridente, una amplia intervención urbanística realizada entre los siglos XV y XVII, que reordenó las tres calles que conducían desde la puerta principal de Roma, la Porta del Popolo, hacia las basílicas mayores:
- La Via di Ripetta hacia el Ponte Sant'Angelo y la basílica de San Pedro;
- La Via del Corso (llamada originalmente Via Lata), que a través del Campo Marzio alcanzaba el palacio pontificio de Piazza Venezia y continuaba posteriormente hasta Letrán;
- La Via del Babuino, que a través de la Piazza di Spagna subía hacia Santa Maria Maggiore.